# ميخائيل بورغس (مغني)
ميخائيل بورغس هو مغني كندي، ولد في 22 يوليو 1945 في ريجاينا في كندا، وتوفي في 28 سبتمبر 2015 في تورونتو في كندا بسبب سرطان.

## وصلات خارجية
- ميخائيل بورغس على موقع IMDb (الإنجليزية)
- ميخائيل بورغس على موقع ميوزك برينز (الإنجليزية)
- ميخائيل بورغس على موقع ديسكوغز (الإنجليزية)